# 勇氏珊瑚鰕虎魚
勇氏珊瑚鰕虎魚，又稱頦突珊瑚鰕虎魚，为輻鰭魚綱鱸形目虾虎鱼亚目鰕虎鱼科的其中一種。

## 分布
本魚分布於印度太平洋區，包括模里西斯、馬爾地夫、臺灣、印尼、菲律賓、澳洲、帛琉、東加、薩摩亞群島、夏威夷群島、法屬波里尼西亞等海域。

## 深度
水深3至45公尺。

## 特徵
本魚體延長略呈圓柱狀，眼大，吻略尖，腹鰭癒合成吸盤。鱗片極為細小，且只有後半部具鱗片。魚體橘紅、粉紅色或橙色皆有，背鰭硬棘7枚；背鰭軟條7至9枚；臀鰭硬棘1枚；臀鰭軟條7至10枚，體長可達3.5公分。

## 生態
本魚對居所的選擇性極強，一生只居住在海鞭上，與海鞭共生。性情膽小，屬肉食性，以浮游動物為食。

## 經濟利用
可當作觀賞魚。